# Microchip-implantaat

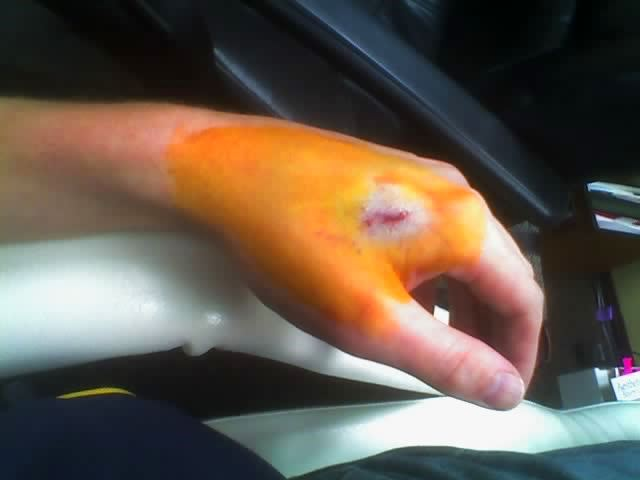
Net na de operatie waarbij een microchip is geïmplanteerd

Een microchip-implantaat is gebaseerd op radio-frequency identification (RFID). Hij wordt verpakt in een omhulsel van silicaatglas en geïmplanteerd in het menselijk lichaam.
Dit soort onderhuidse implantaten kunnen worden gebruikt voor het opslaan van informatie in de vorm van contactgegevens en gegevens over persoonlijke identiteit, medische geschiedenis en medicatie.

## De eerste testen
Het vroegst bekende experiment met een RFID-implantaat werd uitgevoerd in 1998 door de Britse wetenschapper Kevin Warwick. Bij wijze van proef werd zijn implantaat gebruikt om deuren te openen en lampen aan te doen. Dit implantaat wordt sindsdien bewaard in het Science Museum in Londen.

## Tegenwoordig gebruik
In 2002 ontving de VeriChip Corporation toestemming van de Food and Drug Administration (FDA) om hun apparaat op de markt te brengen in de Verenigde Staten, maar wel binnen specifieke richtlijnen. Sinds de volledige goedkeuring in 2004 hebben ongeveer tachtig ziekenhuizen en 232 artsen in de Verenigde Staten ervoor gekozen om het systeem te gebruiken.
Door een dergelijke chip, gekoppeld aan een database met de medische gegevens van de patiënt te implanteren, kunnen ziekenhuizen en hulpverleners direct toegang verkrijgen tot de medische geschiedenis van een ziek of gewond iemand, wat kan bijdragen aan de overlevingskansen van deze persoon. geïmplanteerde chips kunnen niet worden verloren (zoals pasjes of naamplaatjes), wat de kans op diefstal van informatie kan verminderen. Ook zouden auto's en huizen kunnen worden uitgerust met microchip-scanners, zodat ze alleen toegankelijk worden voor personen met een chip die op de juiste manier geprogrammeerd is.

## Mogelijke problemen
Als de microchip volledig onbeveiligd is, zou deze zeer kwetsbaar zijn voor hacking en onderschepping door scanners van derden. Door ongeoorloofd scannen zou iemand de informatie die is opgeslagen in de chip kunnen stelen en deze kopiëren. Dit kan leiden tot misbruik van medische dossiers en verzekeringsgegevens. Zo zou, bijvoorbeeld, de informatie over allergieën van een patiënt kunnen worden gewijzigd, waardoor een levensbedreigende situatie kan ontstaan.
Volgens de FDA kan ook de plaatsing van de chip zelf gezondheidsrisico's opleveren. Een patiënt zou afstotingsreacties tegen de chip kunnen krijgen in de vorm van een infectie of allergische reactie, de chip kan verkeerd worden ingebracht, hij zou los kunnen raken en door het lichaam gaan zwerven en het implantaat zou stuk kunnen gaan waarbij de opgeslagen informatie verloren raakt.
Ernstiger schade zou kunnen ontstaan wanneer de chip reageert met een bron van buitenaf, bijvoorbeeld een sterk magnetisch veld zoals een MRI-scanner. De sterke magneten die in deze apparaten gebruikt worden kunnen het implantaat vernietigen en ernstige brandwonden veroorzaken, zowel intern als extern.
Echter, volgens de 'onderzoekers' van de televisieserie MythBusters is het zeer onwaarschijnlijk dat zoiets zich voor zou doen. Hun testpersoon liet geen tekenen zien van pijn of wonden, hoewel deze uitkomsten natuurlijk afhankelijk kunnen zijn van het type chip.
Veterinair en toxicologisch onderzoek dat uitgevoerd werd tussen 1996 en 2006 heeft aangetoond dat zich bij laboratoriumratten en -muizen die geïnjecteerd werden met microchips soms onderhuidse sarcomen (gezwellen) vormden. Uit de gegevens blijkt dat tot 10% van de geïmplanteerde dieren kwaadaardige tumoren ontwikkelden in het weefsel rond de microchips. Dr. Cheryl London, een veterinair oncoloog aan de Ohio State University, heeft gezegd: "Het is veel makkelijker om kanker in muizen te veroorzaken dan in mensen. Het kan dus zijn dat wat je bij muizen ziet een overdreven versie is van wat bij mensen zou plaatsvinden." London suggereerde dat een onderzoek van twintig jaar bij gechipte honden nodig is "om te zien of er een biologisch effect optreedt." Specialisten van verschillende vooraanstaande kankerinstituten hebben dit soort tests aanbevolen voordat er begonnen kan worden met het implanteren van mensen op grote schaal.

## Toekomst
Anders dan veel mensen denken is een chip met gps, om mensen via de satelliet te volgen, nog niet uitgevonden. Dit komt vooral door problemen met het energieverbruik en antennebereik. Een ander probleem met dit type applicatie is dat wanneer het implantaat eenmaal de gps gegevens van de satellieten ontvangt, het niet duidelijk is hoe hij zijn locatie kenbaar kan maken aan de buitenwereld. Het overbrengen van dit soort gegevens vergt een grote energiebron en een systeem zoals het bestaande mobiele telefoonnetwerk om de applicatie praktisch en betrouwbaar te maken. Er zou dus nog een lange weg te gaan zijn om mensen daadwerkelijk via gps te kunnen volgen, verschillende media beweren echter dat dit al mogelijk zou zijn.
Theoretisch gezien zou een gps-chip het mogelijk maken om individuen te lokaliseren op lengte- en breedtegraad, hoogte, snelheid en bewegingsrichting. Dit zou autoriteiten kunnen helpen om bijvoorbeeld vermiste personen of voortvluchtigen te traceren. In 2008 werd door de regering van het Indonesische eiland Irian Jaya een toepassing van de gps-chip besproken waarbij mensen die besmet zijn met hiv gevolgd zouden worden, met het doel de kans te verkleinen dat ze andere mensen besmetten.

## Ethische vraagstukken
De implantatie van microchips in mensen heeft nieuwe ethische discussies teweeggebracht op professionele fora, bij mensenrechtenorganisaties, regeringen en religieuze groeperingen. In 2007 publiceerde de raad voor ethische en justitiële zaken van de American Medical Association een rapport waarin gesteld werd dat geïmplanteerde chips een bedreiging vormen voor de privacy van mensen, omdat er geen zekerheid is dat de informatie op de chip op een degelijke manier beschermd wordt, en omdat er gezondheidsrisico's zijn.

## Wetgeving
In de Verenigde Staten heeft, na Wisconsin en North Dakota de staat Californië een wet aangenomen die o.a. werkgevers verbiedt om iemand te dwingen een RFID onder de huid aan te laten brengen.